# Bui Division
Bui Division är ett departement i Kamerun.   Det ligger i regionen Nordvästra regionen, i den centrala delen av landet, 280 km norr om huvudstaden Yaoundé. Antalet invånare är 322 877. Arean är 2 297 kvadratkilometer.
Terrängen i Bui Division är bergig åt nordväst, men åt sydost är den kuperad.